# Antefungivora zherichini
Antefungivora zherichini  (лат.) — ископаемый вид двукрылых насекомых рода Antefungivora из семейства Pleciomimidae. Обнаружен в меловых отложениях России (Shev’ya, ~Чита, Забайкалье, Россия, Ukurei Formation, готеривский ярус, около 130 млн лет).
Длина крыла — 2,8 мм.
Вид Archilycoria zherichini был впервые описан в 1990 году советским палеоэнтомологом Владимиром Григорьевичем Ковалёвым (1942—1987; ПИН АН СССР, Москва) вместе с таксонами Boholdoya thoracica, Bryanka antis, Mesopleciella lepida, Catotricha mesozoica, Lycoriomimodes atropos, Megarhyphus rectinervis и другими новыми ископаемыми видами. Название дано в честь российского биолога Владимира Васильевича Жерихина (1945—2001; ПИН РАН). Сестринские таксоны: A. brachyptera, A. elongata, A. haifanggouensis, A. germanica, A. mictis, A. prima, A. ventralis, A. magna.